# فلاديمير بيلوف
فلاديمير سيرجيفيتش بيلوف (مواليد 6 أغسطس 1984) (بالروسية: Белов, Владимир Сергеевич) لاعب شطرنج روسي، يحمل لقب أستاذ كبير.

## مسيرته
- توج بطلاً لموسكو عام 2007.
- فاز بكأس بحر الشمال للشطرنج عام 2005.
- فاز ببطولة الأساتذة المفتوحة للشطرنج في مهرجان بيل للشطرنج عام 2008.
- فاز بدورة شيغورين التذكارية للشطرنج عام 2008.
- عمل مدرباً لعدة لاعبين منهم ألكسندرا غورياتشكينا ونازي بايكيدز.
- بلغ تصنيف إيلو خاصته 2614 في يناير 2018.

## روابط خارجية
- فلاديمير بيلوف على موقع الاتحاد الدولي للشطرنج (الإنجليزية)
- فلاديمير بيلوف على موقع مباريات الشطرنج (الإنجليزية)
- فلاديمير بيلوف على موقع 365Chess.com (الإنجليزية)
- فلاديمير بيلوف على موقع Chesstempo.com (الإنجليزية)